# 4156 Okadanoboru
4156 Okadanoboru este un asteroid din centura principală, descoperit pe 16 ianuarie 1988 de Tokuo Kojima.